# Monoleptophaga caldwelli
Monoleptophaga caldwelli là một loài ruồi trong họ Tachinidae.